# Equisetum scirpoides
Equisetum scirpoides, comúnmente conocido como cola de caballo enano, es una especie herbácea perenne perteneciente al género Equisetum, dentro de la familia Equisetsceae. Se trata de la especie actual más pequeña que existe del género Equisetum y se distribuye por la región subártica y templada del hemisferio norte.

## Descripción
Equisetum scirpoides tiene un rizoma subterráneo del que nacen tallos aéreos de hasta 30 cm. Las hojas se reducen a una vaina negra alrededor del tallo, muy pequeñas,  de aproximadamente 1 mm.
Los tallos son verdes, sin ramificaciones y de aproximadamente 1 mm de grosor con seis costillas. Además presentan nudos cada 1-3 cm, alrededor de los cuales se disponen las pequeñas hojas.

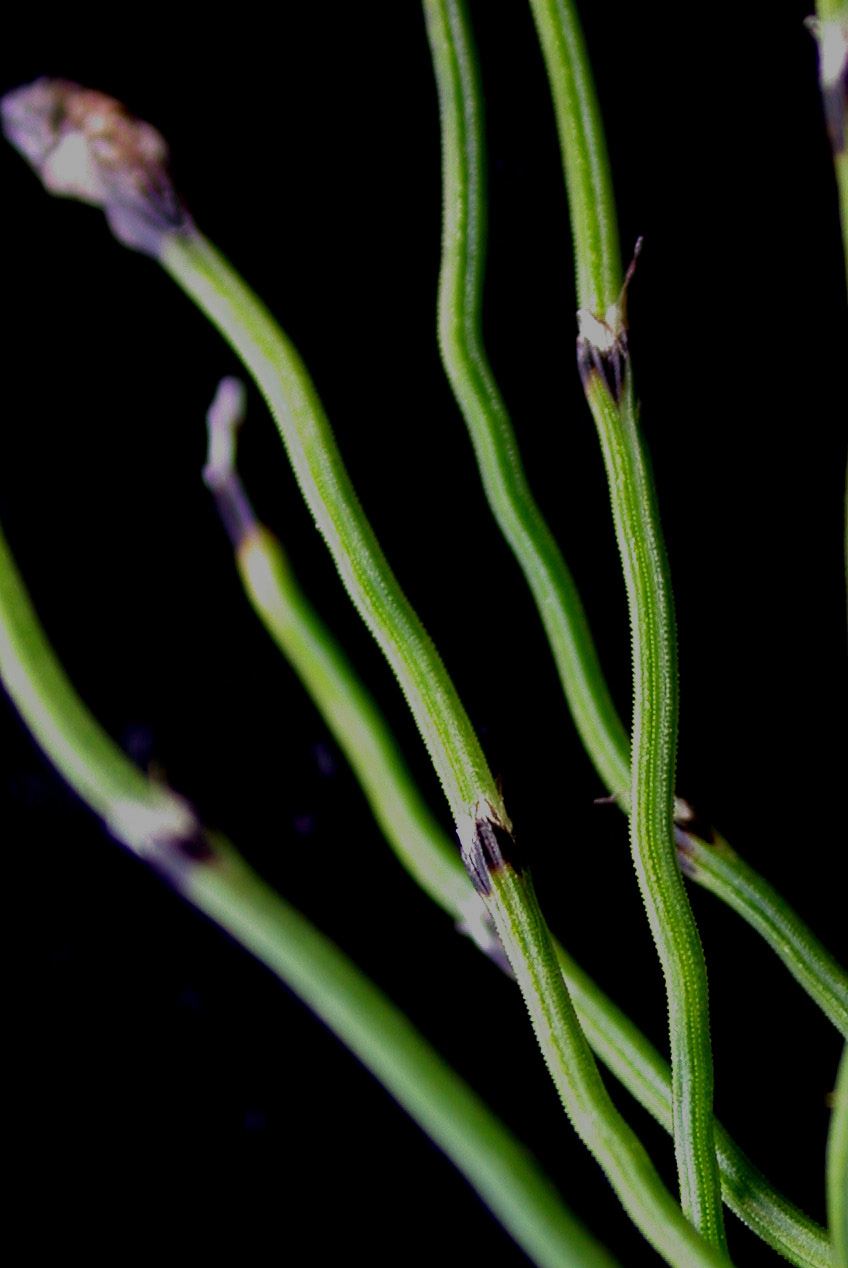
Detalle del tallo

Las raíces son muy finas, negras y sobresalen densamente del suelo, aunque la especie crece mejor en el barro a una profundidad de entre 0 y 3 cm.

## Distribución y hábitat
Se distribuye por el área subártica y templada del hemisferio norte y crece principalmente en el bioma templado.

## Taxonomía
Equisetum scirpoides fue descrito por el botánico francés André Michaux y publicada por primera vez en el libro Flora Boreali-Americana 2: 281 en 1803.
Etimología
- Equisetum: nombre genérico que proviene de la combinación de dos términos latinos: equus (que significa 'caballo') y seta (que significa 'cabello o pelo'), haciendo referencia a que la apariencia de los tallos segmentados de las especies de este género recuerdan a una cola de caballo.
- scirpoides: epíteto específico que deriva de las palabras latinas scirpus (que significa 'junco'), y el sufijo -oides (que significa 'que se asemeja a' o 'en forma de'), haciendo referencia a que las plantas de esta especie tienen una apariencia similar a la de los juncos.[5]

Sinonimia
- Equisetum hyemale var. tenellum Lilj., 1798
- Equisetum reptans Wahlenb., 1812
- Equisetum reptans var. concolor Hartm., 1820
- Equisetum scirpoides var. alpestre Rosend., 1917
- Equisetum scirpoides var. caespitosum Rosend., 1917
- Equisetum scirpoides var. elatum Rosend., 1917
- Equisetum scirpoides var. menos G.Lawson, 1863
- Equisetum scirpoides var. pedunculatum Rosend., 1917
- Equisetum scirpoides var. ramulosum Rosend., 1917
- Equisetum tenellum (Lilj.) Krok, 1889
- Equisetum variegatum var. alpino Kom., 1927
- Equisetum variegatum var. reptans (Wahlenb.) A.Braun, 1844
- Equisetum variegatum var. reptans (Wahlenb.) Hartm., 1832
- Hippochaete scirpoides (Michx.) Farw., 1916

## Estado de conservación
En la Lista Roja de Especies Amenazadas de la UICN, la especie está clasificada como de “Preocupación Menor (LC)”.